# Carl Hering
Carl Hering (Filadelfia, 19 marzo 1860 – 10 maggio 1926) è stato un ingegnere statunitense che si è occupato di batterie, di progettazione e miglioramento di fornaci elettriche e fatto scoperte sulla forza elettromagnetica.

## Biografia
Studiò ingegneria meccanica presso l'Università della Pennsylvania a Filadelfia, dove conseguì il Bachelor's degree nel 1880 e poi rimase a insegnare matematica e ingegneria meccanica. Nel 1883 iniziò i suoi studi in ingegneria elettrica come primo assistente di Erasmus Kittler presso la Facoltà di Ingegneria Elettrica del TU Darmstadt, in Germania, dove l'anno prima era stata creata la prima cattedra di ingegneria elettrica.
Al suo ritorno a Filadelfia nel 1886, fondò uno studio di consulenza che portò avanti fino alla sua morte, specializzandosi in lavori su forni elettrici e processi di elettrolisi, elettrochimici ed elettrofisici. Nel 1887 conseguì il Master of Science sempre presso l'Università di Filadelfia. Nel 1889 partecipò all'Esposizione Mondiale di Parigi per conto del governo americano e intorno al 1890 studiò la possibilità di realizzare batterie elettriche, ottenendo diversi brevetti in materia.
Insieme a E.F. Roeber e J.W. Richards, nel 1892 fondò la rivista Electrochemical Industry, predecessore della rivista Chemical and Metallurgical Engineering. È stato fondatore e presidente (1900-1901) dell'American Electrochemical Society e membro del Franklin Institute. Fu nominato ufficiale della Pubblica Istruzione dal governo francese nel 1889 e decorato Cavaliere della Legione d'Onore nel 1891.
Nel 1908 Carl Hering sviluppò un esperimento di induzione per studiare le leggi fondamentali dell'elettromagnetismo, esperimento simile ai successivi esperimenti di Blondel.

## Riconoscimenti
- 1891: Cavaliere dell'Ordine della Legion d'onore